# Lenin v Parizje
Lenin v Parizje (russisk: Ленин в Париже) er en sovjetisk spillefilm fra 1981 af Sergej Jutkevitj og Leonid Ejdlin.

## Medvirkende
- Jurij Kajurov som Vladimir Lenin
- Claude Jade som Inessa Armand
- Vladimir Antonik som Aleksandr Trofimov
- Valentina Svetlova som Nadezjda Krupskaja
- Pavel Kadotjnikov som Paul Lafargue